# Especial Globo 50 Anos
O especial de 50 anos da Rede Globo foi exibido no dia 25 de abril de 2015, comemorando o cinquentenário da inauguração da emissora em 1965, de uma gravação do espetáculo no Maracanãzinho, no Rio de Janeiro, onde a emissora foi fundada, passando pela história da emissora.

## Antecedentes
A Rede Globo começou a comemorar o aniversário de 50 anos no início do ano de 2015, começando pela vinheta de fim de ano de 2014, onde uma voz em off dizia:
"Vem aí 2015, o ano dos 50 anos da Globo"
No dia 6 de janeiro de 2015, a Globo deu início a exibição do programa especial Luz, Câmera, 50 Anos, reprisando minisséries e séries de sucesso. Ao decorrer, a emissora preparou uma programação especial, revisitando grandes momentos e celebrar as cinco décadas de história.

## Exibição
O programa é um show musical que foi gravado em 23 de abril de 2015, apresentado por Pedro Bial e Fátima Bernardes para 6120 convidados no Maracanãzinho, no Rio de Janeiro, e foi exibido na noite de 25 de abril de 2015, após a exibição de Babilônia. A apresentação serviu para contar a história da emissora e da televisão em geral, como foi apresentado logo no início do show. O show contou com as participações de grupos musicais como Malta, Roupa Nova e Jota Quest, do ator Lázaro Ramos, dos humoristas Marcelo Adnet e Leandro Hassum, da apresentadora Angélica como Fada Bela da série infantil Caça Talentos e da personagem Priscila do infantil TV Colosso, Renato Aragão e Dedé Santana, dois dos integrantes do emblemático quarteto de Os Trapalhões encontraram os sósias de seus saudosos colegas Mussum e Zacarias no palco, além de recordações de muitos outros momentos marcantes do cinquentenário da emissora, imagens do jornalismo e coberturas históricas também foram mostradas,.e a presença de vários cantores como Manu Gavassi, Gusttavo Lima, Paulo Ricardo, Roberto Carlos entre outros, passando pelas marcas que a Globo deixou na história da televisão brasileira, desde telenovelas, seriados a programas de humor.

### Reprise
O programa foi reapresentado na tarde do dia 1 de maio de 2015.

## Audiência
O especial rendeu 21 pontos de audiência. Na reprise, foram 17 pontos.

## Álbum
No dia 1 de maio de 2015, dia em que o especial foi reprisado, foi lançado o álbum com o áudio do show completo, pela Som Livre, disponível em download digital e CD.
| N.º            | Título | Música                                    | Tema                                                                              | Duração  |  |
| 1.             | "Um Novo Tempo (instrumental)" (Marcos Valle / Paulo Sérgio Valle / Nelson Motta) | Banda Base Orquestra                      | fim de ano                                                                        | 1:03     |  |
| 2.             | "The Typewriter (instrumental)" (Leroy Anderson) | Banda Base Orquestra                      |                                                                                   | 2:50     |  |
| 3.             | "Metamorfose Ambulante" (Raul Seixas) | Malta Orquestra                           |                                                                                   | 3:34     |  |
| 4.             | "Teletema" (Antonio Adolfo / Tibério Gaspar) | Manu Gavassi Orquestra                    | Véu de Noiva (1969)                                                               | 1:19     |  |
| 5.             | "Ex Mai Love" (Veloso Dias) | Gaby Amarantos Cláudia Abreu              | Cheias de Charme (2012)                                                           | 1:39     |  |
| 6.             | "Pavão Mysteriozo" (Ednardo) | Ednardo                                   | Saramandaia (1976)                                                                | 1:56     |  |
| 7.             | "Me Chama Que Eu Vou" (Torcuato Mariano / Claudio Rabello) | Latino                                    | Rainha da Sucata (1990)                                                           | 1:47     |  |
| 8.             | "Dona" (Sá / Guarabyra) | Roupa Nova                                | Roque Santeiro (1985)                                                             | 2:03     |  |
| 9.             | "Pecado Capital" (Paulinho da Viola) | Thiaguinho                                | Pecado Capital (1975)                                                             | 2:01     |  |
| 10.            | "Pra Que Chorar" (Baden Powell / Vinícius de Moraes) | Mart'nália                                | Babilônia (2015)                                                                  | 1:17     |  |
| 11.            | "Pot-Pourri: Pense e Dance / Brasil" (Dé / Frejat / Guto Goffi; Cazuza / George Israel / Nilo Romero)                                                                                  | Paulo Ricardo Orquestra                   | Vale Tudo (1988)                                                                  | 1:31     |  |
| 12.            | "Dancin' Days" (Nelson Motta / Ruban) | New Frenéticas                            | Dancin' Days                                                                      | 2:21     |  |
| 13.            | "Vem Dançar Com Tudo (Vem Dançar Kuduro)" (Big Ali / Fabrice Toigo / Faouze Barkati; versão: Eduardo Queiroz / Philippe de Oliveira)                                                   | Gusttavo Lima                             | Avenida Brasil (2012)                                                             | 2:17     |  |
| 14.            | "Sonhar" (MC Gui) | MC Gui Orquestra                          |                                                                                   | 3:27     |  |
| 15.            | "Parabólicamará" (Gilberto Gil) | Carlinhos Brown Timbalada Orquestra       |                                                                                   | 3:43     |  |
| 16.            | "Carimbador Maluco" (Raul Seixas) | Anitta Projota Orquestra                  | Plunct, Plact, Zuuum (1983)                                                       | 3:15     |  |
| 17.            | "Pot-Pourri: Entre Tapas e Beijos / Você É Doida Demais / Disque Fui!" (Nilton Lamas / Antonio Bueno; Lindomar Castilho / Ronaldo Adriano; Mart'nália / Beto Landau / Flávio Renegado) | Calypso                                   | Tapas & Beijos (2011) Os Normais (2001) Pé na Cova (2013)                         | 4:08     |  |
| 18.            | "Tema da Vitória" (Eduardo Souto Neto) | Lulu Santos João Carlos Martins Orquestra | Fórmula 1                                                                         | 4:26     |  |
| 19.            | "Pot-Pourri: Vô Batê Pá Tu / Shazam / Dá Logo a Decisão" (Arnaud Rodrigues / Orlandivo; Ildásio Tavares / Antônio Carlos e Jocáfi; Guio de Morais / Haroldo Barbosa)                   | Michel Teló Sandra de Sá Seu Jorge        | Chico City (1973) Shazan, Xerife e Cia. (1972) Faça Humor, Não Faça Guerra (1971) | 4:52     |  |
| 20.            | "Tema de Abertura - Trapalhões" (José Menezes de França) | Banda Base Orquestra                      | Os Trapalhões (1977)                                                              | 1:38     |  |
| 21.            | "Do Seu Lado" (Nando Reis) | Jota Quest                                |                                                                                   | 5:03     |  |
| 22.            | "Emoções" (Roberto Carlos / Erasmo Carlos) | Roberto Carlos                            | Roberto Carlos Especial (1974)                                                    | 3:58     |  |
| 23.            | "Fantástico" (Boni / Guto Graça Mello) | Luiza Possi Chay Suede Orquestra          | Fantástico (1973)                                                                 | 3:30     |  |
| 24.            | "Um Novo Tempo" (Marcos Valle / Paulo Sérgio Valle / Nelson Motta) | Banda Base Orquestra Coral Globo          | fim de ano                                                                        | 3:41     |  |
| Duração total: | Duração total: | Duração total:                            | Duração total:                                                                    | 01:07:19 |  |

## Ficha técnica[3]
Produção musical: Alexandre Castilho, Torcuato Mariano e Vinicius Rosa
Engenheiro de som: Moogie Canazio
Roteiro: Marcel Souto Maior, Richard Kiaw e Ricardo Xavier
Direção: Mario Meirelles, Carlo Milani, Aida Silva e Eduardo Xocante
Direção-geral: LP Simonetti